# Still in Love with You
"Still in love with you" é uma canção do duo britânico Electro Velvet. O duo foi escolhido internamente pela BBC para representar o Reino Unido no Festival Eurovisão da Canção 2015 em Viena, na Áustria. A canção foi escrita por David Mindel e Adrian Bax Branco.
A música é fortemente influenciada pela música swing dos anos 1920, com um toque moderno, com o vídeo da música oficial em conformidade com traje e dança da época. A secção central apresenta Larke interpretando a técnica de canto scat. O estilo da pista tem sido comparado á cantora Caro Emerald, assim como a música para um comercial de televisão dos anos 1980 para os alimentos Birds Eye.
No festival, como o país é um membro dos Big Five, teve a sua entrada garantida na final de 23 de Maio de 2015, tendo sido o 5º país a entrar em palco. Terminou a competição em 24º lugar com 5 pontos.

## Festival Eurovisão da Canção 2015
Electro Velvet e sua canção, "Still in love with you", foram selecionados pela BBC para representar o Reino Unido no Festival Eurovisão da Canção 2015. A canção foi apresentada a 7 de Março de 2015, através do serviço BBC Red Button. Classificou-se em 24º lugar com 5 pontos na final.